# フォルクスワーゲン・ヴェント
ヴェント（Vento ）は、ドイツの自動車メーカー・フォルクスワーゲンが北米、欧州、日本などで販売していた4ドアセダン。名称の由来は、ポルトガル語でポルトガルからイタリアに吹く風のことである。ゴルフIIIをベースにしている。2代目ジェッタの後継車であり、北米では先代から引き続いてジェッタの名称が採用された。3代目ジェッタの記事も参照。

## 概要
1992年にゴルフIIIをベースとしたセダンとして発表され、ゴルフと同じCセグメントか、或いはアッパーCセグメントに位置づけられている。ゴルフIIIをベースとしていて、ホイールベースはゴルフのものと同一だが、全長はゴルフIIIよりも350mm長い。それまでのジェッタ同様、保守派層やアメリカ市場をターゲットにしたモデルであり、当初はゴルフとパサートの間を埋めるものとして位置づけられていたが、徐々にゴルフとの差がなくなり、日本ではモデル末期、ゴルフとの価格差が逆転していた。またこのモデルは途中でフェイスリフトを2度受けており、フロントグリルの形状は3種ある。

## エクステリア

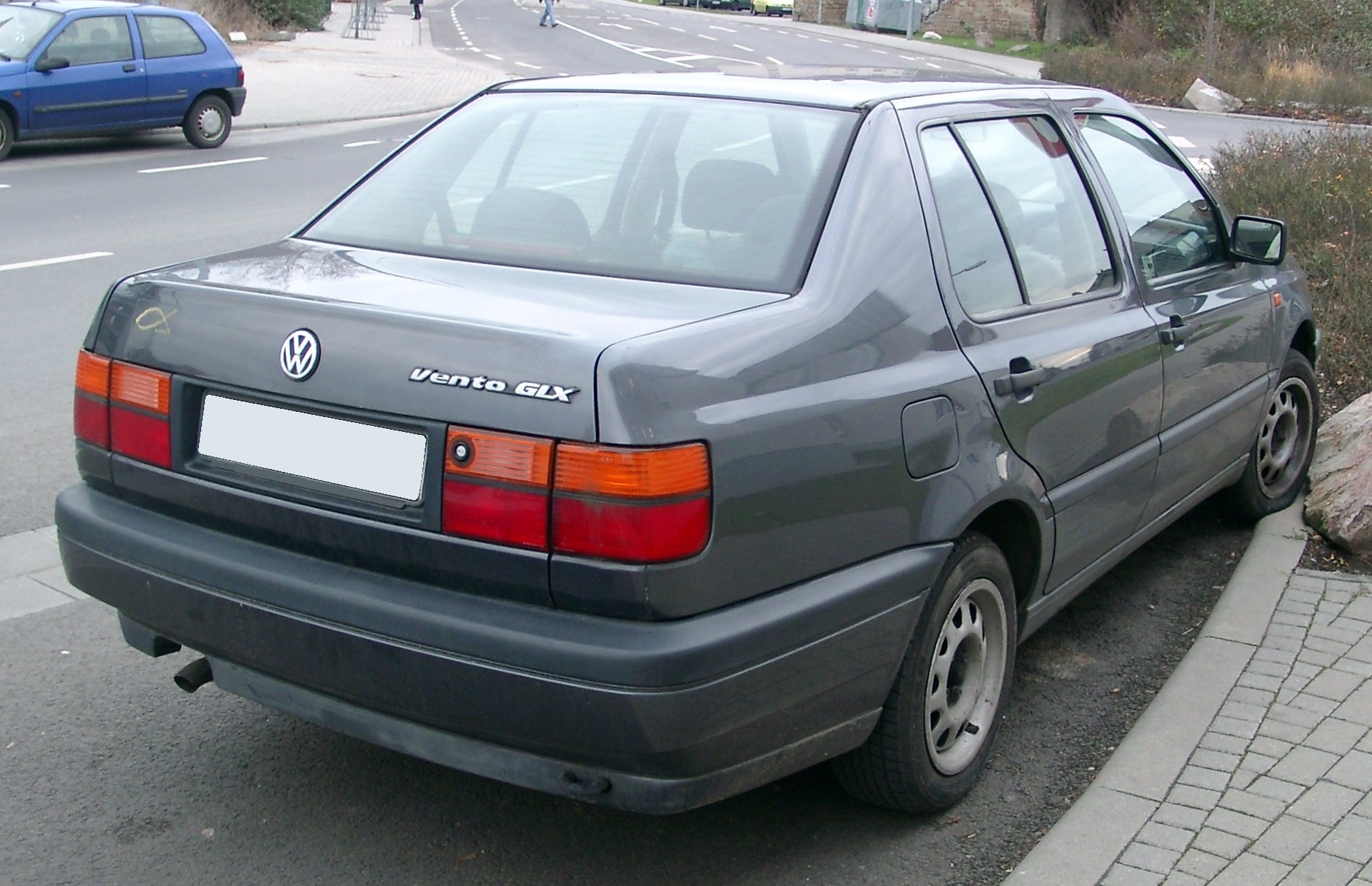
中期型リア

フロントデザインは、ゴルフIIIが異形ライトを採用し、それまでのゴルフと大きく雰囲気を変えたのに対し、ヴェントのヘッドライトは角型ライトとされ、それまでのジェッタのイメージを引き継いだコンサバティブなものとなっている。またバンパー下部のフロントエアダムは、左右分割型のゴルフに対し一体型と改められた。但しヘッドライト・フロントグリルとフロントエアダムを除いたヴェントのエクステリアは、Cピラーより前のスタイリングについてはゴルフIIIのそれと全く同一であり、フロントのパーツをゴルフIIIのパーツに交換することでゴルフフェイスにカスタマイズされたヴェントも存在している。フロントバンパーの中程には左右にそれぞれウインカーとダミーのパネル2枚ずつが埋め込まれており、このうち内側のパネルはオプションでフォグランプに交換できた。
Cピラーより後ろのリアデザインは先に登場していた3代目パサートの流れを組むものを採用。ただしパサートの様な6ライトウィンドウは採用されず、極めて太い三角形のCピラーはデザイン上のアクセントになった。先代同様にハイデッキとなっているトランクは空力特性に貢献しCd値0.32を達成、さらにトランク容量にも貢献した。

## インテリア
インテリアは基本的にはゴルフIIIの内装と殆ど同一であり、これも3代目パサートからの流れの延長上にある。ただしエアコンの吹き出し口やステアリングのデザイン、サイドブレーキのノブの仕上げ、センターコンソールへの小物入れ追加や後部座席アームレスト装備、後席3点式シートベルトへのアジャスター搭載などで、ベース車のゴルフIIIとの差別化が図られていた。後にエアコン吹き出し口やステアリングはゴルフと同一のものに変更された。

## メカニズム
ゴルフIII同様、フロントにエンジンを横置きし前輪を駆動する。ガソリン仕様のエンジンは1.6Lから2.0LまでのSOHC8バルブ直列4気筒と2.8L SOHC12バルブの狭角V型6気筒エンジンラインアップされ、このうち日本には1.8Lと2.0L、それに2.8Lのガソリンエンジン仕様が導入された。本国では他に1.9L SOHC8バルブ直列4気筒ディーゼルエンジンがラインアップされ、このエンジンは最終的には直噴ターボ仕様となっている。
トランスミッションは5速MTと4速ATが用意され、日本にはAT仕様のみが導入された。
サスペンションはフロントがマクファーソンストラット（スタビライザーバー付）、リアはトーションビーム付トレーリングアーム（スタビライザー付）が採用された。初期モデルのフロントサスペンションはマクファーソンストラット／ロアウィッシュボーン式（スタビライザーバー付）となっている。

## その他
ヴェントの最大の特徴となっているのが、550Lの大容量を誇るトランクルームである。これは2代目ジェッタの575Lには及ばないものの、後から登場したゴルフ・ワゴン（ヴァリアント）や、当時のパサートセダンのトランクの標準時の容量さえも上回り、2クラス上のトランク容量とされた。またヴェントはゴルフIIIと同じ居住スペースを持ち、後部座席は前席よりも5cm高く設定され、見晴らしをよくしてある。

## バリエーション
- CLi - 直列4気筒1.8Lエンジン搭載
- GLi - 直列4気筒2.0Lエンジン搭載。
- VR6 - V型6気筒2.8Lエンジン搭載。1995年10月まではオーバーフェンダー仕様だった。

## 歴史
- 1992年 - 発表。日本での発売も開始された。
- 1993年1月 - 日本にVR6の導入が開始される。
  - 10月 - マイナーチェンジ。中期型へ移行。
- 1995年10月 - マイナーチェンジ。後期型へ移行。他のVW車と同様の「ハッピーフェイス」に。
- 1997年 - VR6生産中止。
- 1998年 - 生産終了。後継車はボーラ。